# 高橋陽子 (女優)
高橋 陽子（たかはし ようこ、1979年11月27日 - ）は、日本の女優。千葉県出身。

## 人物
千葉県出身。事務所 ailes (エール）からオフィスハルノコ(高橋陽子個人事務所)
。テレビドラマ、舞台を中心に活動。特技は、日本舞踊で藤間陽多花の名取を襲名している。趣味は、ゴルフ、居合、殺陣、乗馬、競馬、麻雀など。

## 活動歴
- 出典[1][3][4]（EX：テレビ朝日、NTV：日本テレビ、CX：フジテレビ、TBS、NHK、MX：TOKYO MX）

### テレビドラマ
- ギルティ 悪魔と契約した女 第1話 （2010年10月12日 CX)
- ギルティ 悪魔と契約した女 第3話 （2010年10月26日 CX）
- 理想の息子 第1話 （2012年1月14日 NTV）
- VISION-殺しが見える女- 第11話 （2012年9月20日 NTV）
- 金曜ロードSHOW! 「特別ドラマ企画 チープ・フライト」 （2013年3月1日 NTV）
- 花咲舞が黙ってない 第1話 （2014年4月16日  NTV）
- 匿名探偵 第4話 「探偵と舌の肥えた女」 （ 2014年8月1日 EX）
- 天使と悪魔-未解決事件匿名交渉課- 第5話 （ 2015年5月8日 EX）
- 火曜ドラマ「ホテルコンシェルジュ」 第1話【誕生日の奇跡】 （2015年7月7日 TBS）
- エイジハラスメント 第2話 （2015年7月16日 EX）
- 月曜ゴールデン「湯けむりバスツアー 桜庭さやかの事件簿6」 （2015年9月14日 TBS）
- 金曜ドラマ「コウノドリ」(5)赤ちゃんは「CGアニメ」…少女が母になるとき （ 2015年11月13日 TBS）
- 刑事7人 第7話/国ぐるみのリコール隠しで殺人!?鍵を握る“海外からの使者" （2016年8月31日 EX）
- 家政夫のミタゾノ 第5話/泥棒が家主のフリ!?謎の天才少女と秘密の親子ごっこ!?  （ 2016年11月18日 EX）
- 奪い愛、冬 第6話 ついに最終章!  （2017年2月24日 EX）
- あいの結婚相談所 第3話 新旧アイドル壮絶バトル!! （2017年8月11日 EX）
- 【禁断のドラマ】木村多江主演「ブラックリベンジ」第2話 （2017年10月12日 NTV）
- anone 第1話 （2018年1月10日  NTV）
- anone 第2話 （2018年1月17日 NTV）
- anone 第5話 （2018年2月7日 NTV）
- 義母と娘のブルース (3)夫が私に解雇通告!?これが私の生きる道。PTAを全面廃止 （2018年7月24日 TBS)
- 直撃!シンソウ坂上【ドラマ整形を繰り返し15年逃亡…福田和子 （2018年8月2日 CX）
- ドラマ10 昭和元禄落語心中 (6)「心中」 （2018年11月16日 NHK）
- 金曜ドラマ「メゾン・ド・ポリス」第2話【藤堂元妻登場!?PTA二重密室の謎】 （2019年1月18日 TBS）
- 私のおじさん 第3話 万年AD理不尽デブチーフの秘密!“才能のない男"最後の挑戦 （2019年1月25日 EX）
- まだ結婚できない男【阿部寛演じる偏屈独身男、13年ぶり復活!】 第1話 （2019年10月8日 CX）
- 金曜ドラマ「病室で念仏を唱えないでください」 第2話【ここは奇跡のおきる場所ー】 （2020年1月24日 TBS）
- スポットライト 2020 第8話（2020年8月25日 MX）[5]
- 火曜ドラマ「この恋あたためますか」第7話 （2020年12月1日 TBS）
- ねこ物件（2022年4月-6月 MX)[6]

### 映画
- 海岸通りのネコミミ探偵 (2022年)
- ねこ物件(2022年）

### DVD
- モルモット [DVD]  （2011年6月3日 アップリンク)
- モルモット/サル 治験映画2枚組セット [DVD] (2011年6月3日 アップリンク)

### 舞台
- 「極道たちの校歌」 （2004年 東宝芸術劇場小ホール）
- 「東急接客サービス選手権」 （2005年 元住吉会館）
- 「東急接客サービス選手権」 （2006年、2007年、2008年 大井町きゅりあん大ホール）
- 「トリセツ」 （中目黒ウッディシアター）
- 「朗読風味劇うぶぞら」江古田ストアハウス）
- 「高杉晋作と奇兵隊」 （日比谷公会堂）
- 「LAST RIQUESUT」（2008年 東池袋サンライズホール）
- LIVESプロデュース公演「ROPPONGI NIGHTS 2009」 （2009年 吉祥寺シアター）
- 「ユメミウタ」（2009年 アイピット目白）
- 「演じる人々」（2010年 新宿タイニイアリス）
- 下町かぶき組 劇団「誠流」一ヶ月公演 （2010年11月）
- 「通小町」 （2021年 EARTH+GALLERY）[7]